# Debattiergesellschaft Jena
Die Debattiergesellschaft Jena e.V. (Abkürzung: DgJ) ist der deutsch- und englischsprachige Debattierclub der Friedrich-Schiller-Universität Jena. Der 2001 gegründete Verein gehört neben der Berlin Debating Union, dem Debattierclub Münster, dem Debattierclub Mainz und der Tübinger Streitkultur zu den aktivsten und sportlich erfolgreichsten Clubs im deutschen Hochschuldebattieren.

## Der Verein
Nachdem bereits seit dem Ende der 1990er Jahre in informellem Rahmen Debatten an der Universität Jena stattgefunden hatten, wurde die Debattiergesellschaft Jena 2001 als studentische Hochschulgruppe in Form eines gemeinnützigen Vereins gegründet. Dessen satzungsmäßige Zwecke sind die Förderung rhetorischer Kompetenzen, politische Bildung und die Kultivierung eines demokratischen Geistes sowie der Austausch zwischen Studierenden unterschiedlicher Fachrichtungen, Weltanschauungen und Kulturen. Zur Verwirklichung dieser Vereinszwecke ist die Debattiergesellschaft – abgesehen von den wöchentlichen Vereinsdebatten – regelmäßiger Ausrichter von Debattierturnieren, Publikumsdebatten, Podiumsdiskussionen und Rhetoriktrainings.
Mit dem Wartburg-Format entwickelte die DgJ 2000 ein eigenes Debattierformat, das neben der Offenen Parlamentarischen Debatte und dem British Parliamentary Style zu den drei verbreitetsten Debattierformaten im deutschsprachigen Raum zählt.
Die Mitgliederzahl des Vereins stieg von rund 20 im Jahr 2004 auf 54 im Jahr 2008. Aktuell (2023) sind rund 50 Studierende und Alumni der Universität Jena Mitglieder der DgJ. Die DgJ ist Mitglied des Verbands der Debattierclubs an Hochschulen seit dessen Gründung im Jahr 2001 und gehört damit zu den älteren Debattierclubs im deutschsprachigen Raum. Schirmherr des Vereins ist der Präsident der Friedrich-Schiller-Universität Jena, Professor Andreas Marx.

### Die DGJ als Turnierausrichter
Bereits seit ihrer Gründung zählt die DgJ zu den aktivsten Turnierausrichtern im deutschsprachigen Raum.
Neben zahlreichen kleineren Debattierturnieren richtete der Verein gemeinsam mit den Wortfechtern Erfurt 2004 eines der ersten großen Turniere im mitteldeutschen Raum ("Der kleine Cicero") aus, dessen Finale auf der Wartburg zu Eisenach stattfand.
Im Mai 2006 richtete der Verein ein großes Turnier der Serie der ZEIT Debatten aus. 2008 folgte die Ausrichtung der Norddeutschen Regionalmeisterschaften im Hochschuldebattieren, 2009 sowie 2011 erneut eine große ZEIT Debatte. Von 2013 bis 2019 fanden jährlich die Jenaer Adventsdebatten statt, an denen Debattierclubs aus Deutschland, Österreich und der Schweiz teilnahmen. Im November 2023 richtete die DgJ eine Campus Debatte aus.

### Die DGJ als Turnierteilnehmer
Die Debattiergesellschaft Jena zählt zu den erfolgreichsten Turnierteilnehmern im deutschen Hochschuldebattieren der ZEIT Debatten Serie. Sie ist zweifacher Deutscher Meister im Hochschuldebattieren sowie dreifacher Deutscher Vizemeister.

#### Erfolge bei Deutschen Meisterschaften im Hochschuldebattieren
- 2006 konnten Maika Spilke und Mark Hauptmann in Münster zum ersten Mal den Titel des Deutschen Meisters in die Saalestadt holen[3]
- 2007 wurden Mark Hauptmann, Moritz Niehaus und Clemens Lechner in Bayreuth Deutsche Vizemeister[4]
- 2009 gelangten Moritz Niehaus, Clemens Lechner und Severin Weingarten in Mainz abermals in das Finale und unterlagen knapp dem Team aus Magdeburg
- 2010 erreichten Moritz Niehaus und Clemens Lechner das Finale in Münster
- 2011 gewannen Clemens Lechner, Moritz Niehaus und Severin Weingarten in Heidelberg zum zweiten Mal den Titel des Deutschen Meisters für Jena[5][6][7]
- 2017 gewannen Olya Demchuk, Francesco Cavassa und Schehsad Shaikh in Dresden den Titel des Deutschen Meisters in der Kategorie Deutsch als Fremdsprache[8]
- 2018 gewannen Cui Wang und Ilze Zilmane (Berlin) in Jena den Titel des Deutschen Meisters in der Kategorie Deutsch als Fremdsprache[9]
- 2020 gewannen Valerii Shkuropat und Viktor Tschernenko den Titel des Deutschen Meisters in der Kategorie Deutsch als Fremdsprache[10][11]

#### Sonstige Erfolge
- 2010 Gewinn des Titels des besten Einzelredners auf der ZEIT-Debatte Stuttgart durch Clemens Lechner[12]
- 2011 Einzug ins Finale auf der ZEIT-Debatte Mainz (Moritz Niehaus, Clemens Lechner und Jonathan Scholbach)[13]
- 2011 Einzug ins Finale und bestes Team nach Punkten bei den Ostdeutschen Meisterschaften in Halle[14]
- 2011 Gewinn des Einladungsturniers der Berlin Debating Union durch Clemens Lechner und Moritz Niehaus[15]
- 2013 Einzug ins Halbfinale der Deutschen Debattiermeisterschaft in München durch Jonathan Scholbach, Friederike Meyer zu Wendischhoff und Severin Weingarten[16]
- 2016 Einzug ins Finale der Weltmeisterschaften in Thessaloniki der Kategorie "English as a Foreign Language" durch Patrizia Hertlein und Tina Rudolph[17]
- 2018 Gewinn der ZEIT DEBATTE Wien durch Abdulaziz Mubarak und Maksim Zubok (München)[18]